# Larry Bird
Larry Joe Bird, "Larry legend", född 7 december 1956 i West Baden Springs i Indiana, är en amerikansk före detta basketspelare och före detta baskettränare.
Draftad av Boston Celtics år 1978, spelade small forward och power forward i tretton säsonger. Han slutade spela i NBA 1992. Jobbade sedan i Celtics från 1992 till 1997 och coachade sedan Indiana Pacers från 1997 till 2000.

## Uppväxt
Född i West Baden Springs, Indiana, son till Joe och Georgia Bird. Växte upp i West Baden i staden French Lick, vilket gav honom smeknamnet "the Hick from French Lick" i hans senare basketkarriär. Finansiella problem plågade familjen Bird i Larrys barndom. Larrys far Joe fick senare alkoholproblem och efter att föräldrarna skilde sig år 1975 begick fadern självmord.
Trots motgångarna i barndomen blev han i high school en av de bästa spelarna i French Lick. Han var bäst i sitt lag Springs Valley High School och lämnade laget som skolans bästa målgörare någonsin. Hans bild hänger fortfarande kvar i skolan.

## Spelarkarriär

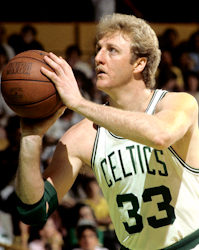
Larry Bird med Boston Celtics, 1985.

### College-karriär
År 1974 kom han in till Indiana University, som vid den tiden hade ett av landets bästa collegebasketbollprogram. Bird längtade hem, överraskad av storleken och mängden av folk som befann sig på universitet åkte han efter en månad hem till French Lick. Väl hemma gick han i ett lokalt college och hade många olika jobb, ett av de mest udda kanske var sopgubbe. Bill Hodges lockade Bird till Indiana State University 1976 där han var coachad av Bob King. King fick en hjärtattack under säsongen 1978-79 och assisterande coachen Bill Hodges blev huvudcoach. Bird ledde ISU Sycamores till NCAA-finalen 1979, de hade bara förlorat mot Michigan State Spartans där hans framtida NBA-rival Earvin "Magic" Johnson spelade. The Sycamores avslutade säsongen 33-1 (33 vunna 1 förlorade), samma år vann Bird Naismith och Wooden awards, som ges till årets bäste collegebasketspelare. Bird lämnade Indiana State som femte högsta målgörare i NCAA:s historia. Bird avslutade collegekarriären med 30,3 poäng per match i snitt, 13,3 returer per match i snitt och 4,6 assist per match i snitt.

### NBA-karriär
Värvad i första omgången av Boston Celtics 1978, trots att de inte visste om Bird skulle börja i NBA eller stanna vid Indiana State och att Bird sade att han skulle stanna i Indiana. Celtics höll kvar sin exklusiva rätt till att värva honom år 1979, men kort därefter gick Bird med på skriva kontrakt med Celtics för 650.000 dollar per år, vilket gör honom till den bäst betalda rookien i NBA:s historia.
Bird gjorde intryck direkt. Under säsongen 1978-79 hade Celtics 29-53, men med Bird med i laget förbättrade de sig till 61-21 i säsongen 1979-80. Birds rival Magic Johnson hade också kommit in i NBA år 1979 och spelade för Los Angeles Lakers. Trots en stark rookiesäsong av Johnson blev Bird utnämnd till Rookie of the Year och blev inröstad i Eastern Conference All-Star team (något han skulle få uppleva i alla sina tolv säsonger). Under säsongen 1979 ledde Bird i Celtics i poäng (21.3 PPG), rebounding (10.4 RPG), steals (143 SPG), minuter spelade (2.955) och var tvåa i assist (4.5 APG) och trepoängare (58).
Senare den säsongen skulle Celtics få förstärkning av centern Robert Parish och drafträttigheterna till power forwarden Kevin McHale genom en trade med Golden State Warriors.
I Birds första säsonger var Julius Erving och hans Philadelphia 76ers Celtics största rivaler. Varje år kämpade lagen mot varandra i Eastern Conference-finalen.
NBA hade under större delen av 70-talet haft låga tittarsiffror och lite publik. Bird och Johnson ändrade allt. Omedelbart när de kom in i ligan var de nästan alltid med i NBA-finalerna. Birds Celtics vann 1981, medan Johnsons Lakers vann 1980 och 1982. Bird och Johnson möttes för första gången som basketproffs i NCAA-finalen år 1979, men de skulle mötas många fler gånger under 80-talet, inklusive finalerna 1984, 1985 och 1987. Lakers mot Celtics, och speciellt Bird mot Magic blev några av de bästa matcherna i professionell sport någonsin.
1984 besegrade Celtics Lakers i sjunde finalmatchen med 111-102. Bird hade i snitt 27 poäng och 14 returer och tilldelades Finals Most Valuable Player. 1985 däremot tog Lakers revansch för förlusten och vann den sjätte finalmatchen i Boston Garden, men återigen gick MVP till Larry Bird.
Bird hade ännu en bra säsong året därefter med hjälp av Bill Walton. Walton hade blivit nekad av Lakers och som en sista chans ringde han Celtics manager Red Auerbach. Auerbach tänkte inte heller han ta in Walton i laget, men Bird som råkade vara i rummet bad honom att låta Walton spela för Celtics. Med Walton som en bra back-up för Kevin McHale och Robert Parish skulle Celtics återvända till NBA-finalen år 1986, men inte mot Johnson och Lakers som förlorade i Western Conference-finalen mot Houston Rockets. 1986 års Celticslag avslutade säsongen med 67-15 och besegrade Rockets i sex matcher är, den säsongen är en av Birds bästa. Samma år blev han återigen nämnd till Finals MVP med 24 poäng, 10 returer och 10 assist i snitt per match.
1987 blev Birds sista finalår. Efter att de kämpat sig genom svårigheter mot Milwaukee Bucks och Detroit Pistons kom de till slut till finalen, men de var ingen match mot det kraftfulla Lakers som hade vunnit 65 matcher under säsongen. 1988 förlorade Celtics mot Pistons i Eastern Conference finalen.
Bird har även vunnit NBAs 3-point contest flera gånger. Trots att han var en bra trepoängsskytt sköt dock inte särskilt mycket från trepoängs-land. Troligen för att han var en insidespelare.

## Efter spelarkarriären
1997 tog Larry Bird jobbet som Indiana Pacers huvudtränare, helt utan tidigare erfarenhet som huvudtränare, och hade det fram till att han avgick 2000. Han belönades med priset NBA Coach of the Year 1998, efter sin första säsong. Han lovade vid sitt tillträdande att han endast skulle vara huvudtränare under tre säsonger. Han höll sitt löfte och avgick efter tre säsonger, några av de bästa som Indiana Pacers genomfört under hela deras tid i NBA.
Mellan 2003 och 2012 var Larry Bird Indiana Pacers "president of basketball operations". 2012 belönades han med priset NBA Executive of the Year. Därmed blev han den förste i NBA att ha blivit utsedd till årets spelare, årets huvudtränare samt årets ledare/chef. Han annonserade sitt avsked från Indiana Pacers den 27 juni 2012, på grund av hälsoskäl, men tillkännagav den 26 juni 2013, nästan exakt ett år senare, att han återvänder till Indiana Pacers, återigen som "president of basketball operations". Donnie Walsh var Larry Birds ersättare under tiden däremellan. 

## Landslagskarriär
Sommaren 1992 spelade Larry Bird, Magic Johnson, Michael Jordan och många andra av NBA:s största stjärnor för USA under olympiska spelen i Barcelona. Det var första gången USA sände professionella spelare för att spela i OS. "The Dream Team" som de kallades vann enkelt guldmedaljen.

## Meriter (urval)
- NBA-mästare med Boston Celtics: 1981, 1984 och 1986
- Vald till ligans mest värdefulla spelare (NBA Most Valuable Player) tre gånger: 1984, 1985 och 1986
- Vald till slutspelets mest värdefulla spelare (NBA Finals Most Valuable Player) två gånger: 1984 och 1986
- OS-guld i Barcelona: 1992